# Стоктон (Каліфорнія)
Стоктон (англ. Stockton) — місто (англ. city) в США, в окрузі Сан-Хоакін штату Каліфорнія. Розташоване у Центральній Каліфорнійській долині на південь від столиці штату Сакраменто, на схід від Сан-Франциско, на північ від Модесто.
Населення — 320 804 особи (2020). Великий залізничний вузел і сільськогосподарський центр винного краю. Тут проходить щорічний харчовий «Аспарагус (спаржевий) фестиваль». У Вікторі парку з 1931 року діє мистецький і історичний Геггін-музей.
У місті приватний методистський Університет Пасіфик (6200 студентів), що переїхав у 1926 році із Сан-Хосе.

## Географія
Стоктон розташований за координатами 37°58′35″ пн. ш. 121°18′48″ зх. д. / 37.97639° пн. ш. 121.31333° зх. д. (37.976342, -121.313304).  За даними Бюро перепису населення США в 2010 році місто мало площу 167,71 км², з яких 159,72 км² — суходіл та 7,98 км² — водойми.
З'єднаний з океаном 126 км каналом річки Сан-Хоакін. Стоктон разом із Сакраменто є континентальними морськими портами. Навколо Стоктона тисячі кілометрів каналів, річок, проток, що утворюють Каліфорнійське гирло.

### Клімат
Стоктон має середземноморський клімат з вологими зимами. Середньдобова температура липня — +23 °C; січня — +8 °C. 420 мм опадів. У деякі зимові дні повітря заповнене туманом.
| Клімат : Стоктон      | Клімат : Стоктон | Клімат : Стоктон | Клімат : Стоктон | Клімат : Стоктон | Клімат : Стоктон | Клімат : Стоктон | Клімат : Стоктон | Клімат : Стоктон | Клімат : Стоктон | Клімат : Стоктон | Клімат : Стоктон | Клімат : Стоктон | Клімат : Стоктон |
| Показник              | Січ.             | Лют.             | Бер.             | Квіт.            | Трав.            | Черв.            | Лип.             | Серп.            | Вер.             | Жовт.            | Лист.            | Груд.            | Рік              |
| Середній максимум, °C | 12,2             | 15,9             | 19,1             | 22,6             | 27,3             | 31,2             | 34,1             | 33,4             | 31,1             | 25,5             | 17,8             | 12,2             | 23,6             |
| Середній мінімум, °C  | 3,2              | 4,6              | 6,0              | 7,7              | 10,9             | 13,8             | 15,6             | 15,1             | 13,6             | 9,8              | 5,5              | 2,9              | 9,1              |
| Норма опадів, мм      | 70               | 65               | 54               | 25               | 13               | 2                | 0                | 0                | 7                | 21               | 43               | 56               | 356              |
| Днів з опадами        | 9,5              | 9,2              | 8,9              | 5,0              | 2,7              | 1,0              | 0,2              | 0,2              | 1,1              | 3,3              | 6,8              | 9,0              | 56,9             |
| --------------------- | ---------------- | ---------------- | ---------------- | ---------------- | ---------------- | ---------------- | ---------------- | ---------------- | ---------------- | ---------------- | ---------------- | ---------------- | ---------------- |
| Джерело: NOAA         |                  |                  |                  |                  |                  |                  |                  |                  |                  |                  |                  |                  |                  |

## Демографія
Згідно з переписом 2010 року, у місті мешкало 291 707 осіб у 90 605 домогосподарствах у складі 65 778 родин. Густота населення становила 1739 осіб/км².  Було 99637 помешкань (594/км²).
Расовий склад населення:
| - 37,0 % — білих - 21,5 % — азіатів - 12,2 % — чорних або афроамериканців - 1,1 % — корінних американців - 0,6 % — вихідців з тихоокеанських островів - 20,7 % — осіб інших рас |

До двох чи більше рас належало 6,9 %. Частка іспаномовних становила 40,3 % від усіх жителів.
За віковим діапазоном населення розподілялося таким чином: 29,9 % — особи молодші 18 років, 60,1 % — особи у віці 18—64 років, 10,0 % — особи у віці 65 років та старші. Медіана віку мешканця становила 30,8 року. На 100 осіб жіночої статі у місті припадало 96,1 чоловіків;  на 100 жінок у віці від 18 років та старших — 92,5 чоловіків також старших 18 років.
Середній дохід на одне домашнє господарство  становив 61 729 доларів США (медіана — 44 797), а середній дохід на одну сім'ю — 66 922 долари (медіана — 50 151). Медіана доходів становила 40 942 долари для чоловіків та 36 886 доларів для жінок. За межею бідності перебувало 25,3 % осіб, у тому числі 34,0 % дітей у віці до 18 років та 12,3 % осіб у віці 65 років та старших.
Цивільне працевлаштоване населення становило 112 262 особи. Основні галузі зайнятості: освіта, охорона здоров'я та соціальна допомога — 23,3 %, роздрібна торгівля — 13,0 %, мистецтво, розваги та відпочинок — 8,6 %, науковці, спеціалісти, менеджери — 8,5 %.

## Історія
У 1995–2005 Стоктон разом з сусідніми містами Трейсі й Мантіка переживали швидке збільшення населення. Мешканці Бей-Аріа (Сан-Франциско) переїзжали від високого кошту життя й інших проблем великого міста. Ціни на хати зросли більше ніж втричі з 1998 року по 2005. Падіння цін на житло у 2008 році у 38% було одним з найбільших у США. 9,5% втрати житла по закладних банків за неплатоспроможність також один з самих високих у країні. Висока 13,3% безробіття на додачу до високої злочинності зробило Стоктон 5-им найнебезпечнішим містом у США за версією Форбс.
Місто було одним з транспортних й продовольчих центрів у часи Каліфорнійської золотої лихоманки. У ті часи кораблі могли заходити у його порт. 1933 року канал з затоки Сан-Франциско був закінчений.
У часи холодної війни існувала Стоктонська військово-морська база на Раф-енд-Реді-Айланд для підводних човнів. 1996 року база закрита й розпочато перевтілення території на комерційно-промислове використання.
Тут почало свою історію велике підприємство — виробник тракторів — Катерпиллар (Caterpillar).